# Học viện bóng đá JMG
Học viện bóng đá JMG là một tổ chức và đào tạo thể thao được thành lập bởi cầu thủ bóng đá người Pháp Jean-Marc Guillou vào năm 2002.

## Tổng quan
Guillou đã thành lập Académie de Sol Beni tại Abidjan vào năm 1994 thông qua quan hệ đối tác với câu lạc bộ ASEC Mimosas. Học viện JMG được thành lập vào năm 2002 sau sự bất đồng giữa Guillou và ASEC về quyền kiểm soát học viện.
Sự thành công của học viện tại Abidjan đã cho thấy JMG mở rộng ra các nơi khác trên thế giới.

## Trụ sở
Công ty bao gồm 9 học viện trên toàn thế giới: Bờ Biển Ngà từ năm 1994; Madagascar từ năm 2000; Thái Lan từ năm 2005; Mali từ năm 2006; Algérie (cộng tác với câu lạc bộ Paradou AC), Ai Cập và Việt Nam từ năm 2007; Ghana từ năm 2008.
Các dự án tại Ai Cập, Thái Lan và Việt Nam đều được hỗ trợ bởi câu lạc bộ Arsenal.

## Những cầu thủ nổi tiếng
- Blankson Anoff
- Nene Dorgeles
- Jason Denayer
- Khalil Lambin
- Salis Abdul Samed
- Ramy Bensebaini
- Youcef Atal